# Natáliya Skakún
Natáliya Anatólivna Skakún –en ucraniano, Наталія Анатоліївна Скакун– (Blagovéshchenka, URSS, 3 de agosto de 1981) es una deportista ucraniana que compitió en halterofilia.
Participó en dos Juegos Olímpicos de Verano, obteniendo una medalla de oro en Atenas 2004, en la categoría de 63 kg, y el séptimo lugar en Sídney 2000. Ganó una medalla de oro en el Campeonato Mundial de Halterofilia de 2003 y tres medallas en el Campeonato Europeo de Halterofilia entre los años 2000 y 2002.

## Palmarés internacional
| Juegos Olímpicos   | Juegos Olímpicos     | Juegos Olímpicos  | Juegos Olímpicos |
| Año                | Lugar                | Medalla           | Categoría        |
| ------------------ | -------------------- | ----------------- | ---------------- |
| 2004               | Atenas (Grecia)      | Medalla de oro    | 63 kg            |
| Campeonato Mundial |                      |                   |                  |
| Año                | Lugar                | Medalla           | Categoría        |
| 2003               | Vancouver (Canadá)   | Medalla de oro    | 63 kg            |
| Campeonato Europeo |                      |                   |                  |
| Año                | Lugar                | Medalla           | Categoría        |
| 2000               | Sofía (Bulgaria)     | Medalla de bronce | 58 kg            |
| 2001               | Trenčín (Eslovaquia) | Medalla de bronce | 63 kg            |
| 2002               | Antalya (Turquía)    | Medalla de oro    | 63 kg            |